# Year Zero (canción)
«Year Zero» es un sencillo de la banda de heavy metal sueca Ghost. La canción fue publicada como el segundo sencillo del segundo álbum de estudio de la banda, Infestissumam.

## Historia y publicación
El 12 de marzo de 2013, Ghost comenzó a ofrecer a sus fanes un streaming gratis de «Year Zero» si promovían la banda en Facebook, por votar a su cabecilla para ser el siguiente Papa de la Iglesia católica. La versión en vinilo de 10” incluye el lado B titulado «Orez Raey», cuyo título sugiere ser el lado A reproducido al revés.

## Videoclip
Un videoclip de la canción dirigido por Amir Chamdin fue develado el 25 de marzo de 2013. Una versión censurada fue publicada en YouTube dos días después.

## Recepción
Loudwire se refirió a "Year Zero" como un posible tema destacado de Infestissumam. Sobre la canción, la revista Spin escribió que "los coros de corte satánico fluyen en lo relativamente restringido, los versos melódicos los hacen de alguna manera más siniestro." Metal Forces la llamó una de las mejores del álbum con sus "cantos misteriosos que suenan como si hubiesen sido traídos del monasterio local" y su contagiosa batería.
Loudwire llamó al videoclip de «Year Zero» el Mejor Vídeo de Metal de 2013, mientras que la revista Revolver lo puso séptimo en su lista de mejor videoclip en todos los géneros. «Year Zero» y su vídeo musical fueron nominados para Mejor Canción de Metal y Mejor Videoclip de Metal en los Loudwire Music Awards de 2013.

## Lista de canciones
| N.º   | Título      | Duración |  |
| 1.    | «Year Zero» | 5:50     |  |
| 2.    | «Orez Raey» | 5:50     |  |
| 11:40 |             |          |  |

## Miembros
- Papa Emeritus II  – Voz
- Nameless Ghouls – Guitarra , bajo , teclado , batería , guitarra rítmica
- Mattias Frisk - Arte